# Naturschutzgebiet Gipperbachtal und Grauwackesteinbruch Stupperhof
Das Naturschutzgebiet Gipperbachtal und Grauwackesteinbruch Stupperhof ist ein 12,26 ha großes Naturschutzgebiet (NSG) südwestlich von Drolshagen im Kreis Olpe in Nordrhein-Westfalen. Es wurde 2008 vom Kreistag mit dem Landschaftsplan Nr. 4 Wenden – Drolshagen ausgewiesen. Bereits 1989 hatte die Bezirksregierung Arnsberg ein 4,31 ha großes Naturschutzgebiet Grauwackesteinbruch Stupperhof ausgewiesen. Durch eine Straße wird das NSG in zwei Teilflächen geteilt.

## Gebietsbeschreibung
Bei dem NSG handelt es sich um den Grauwackesteinbruch Stupperhof und Bereiche um den Gipperbach. Der seit langem aufgelassene Grauwackesteinbruch hat bis zu 20 m hohe Felsbereiche. Am Bach befinden sich teilweise Feuchtwiesenbereiche. Im Bruch kommt die Geburtshelferkröte (Alytes obstetricans) vor. An weiteren Amphibien kommen Bergmolch (Triturus alpestris), Erdkröte (Bufo bufo), Fadenmolch (Triturus helveticus), Teichmolch (Triturus vulgaris) und Grasfrosch (Rana temporaria) vor. Die Reptilien sind mit Blindschleiche (Anguis fragilis) und Waldeidechse (Lacerta vivipara) vertreten.